# 叶舌

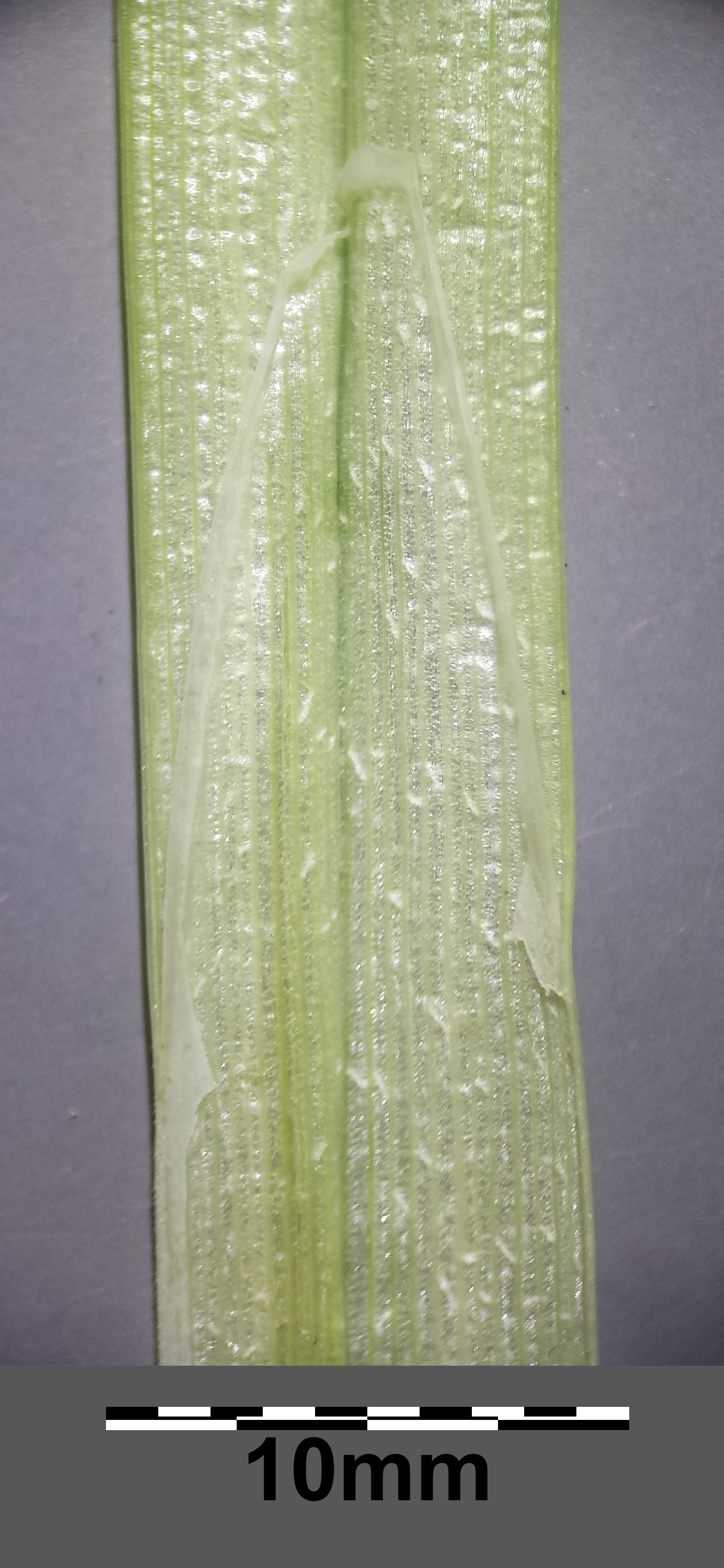
刺叶薹草（莎草科）的叶舌

叶舌（英語：Ligule）是指在许多禾本科、少数莎草科及极少数灯芯草科植物，叶身与叶鞘连接处的内侧着生的薄舌状、紧包在茎部的生长物。叶舌可能的功能是防止昆虫或其他物质侵入叶鞘。
叶舌有许多形式，最常见的是状似半透明膜或纤毛状流苏；膜状叶舌可以短至1 - 2毫米（如草地早熟禾），也可长至10 -20毫米（如石茅），也可能具光滑或粗糙边缘。

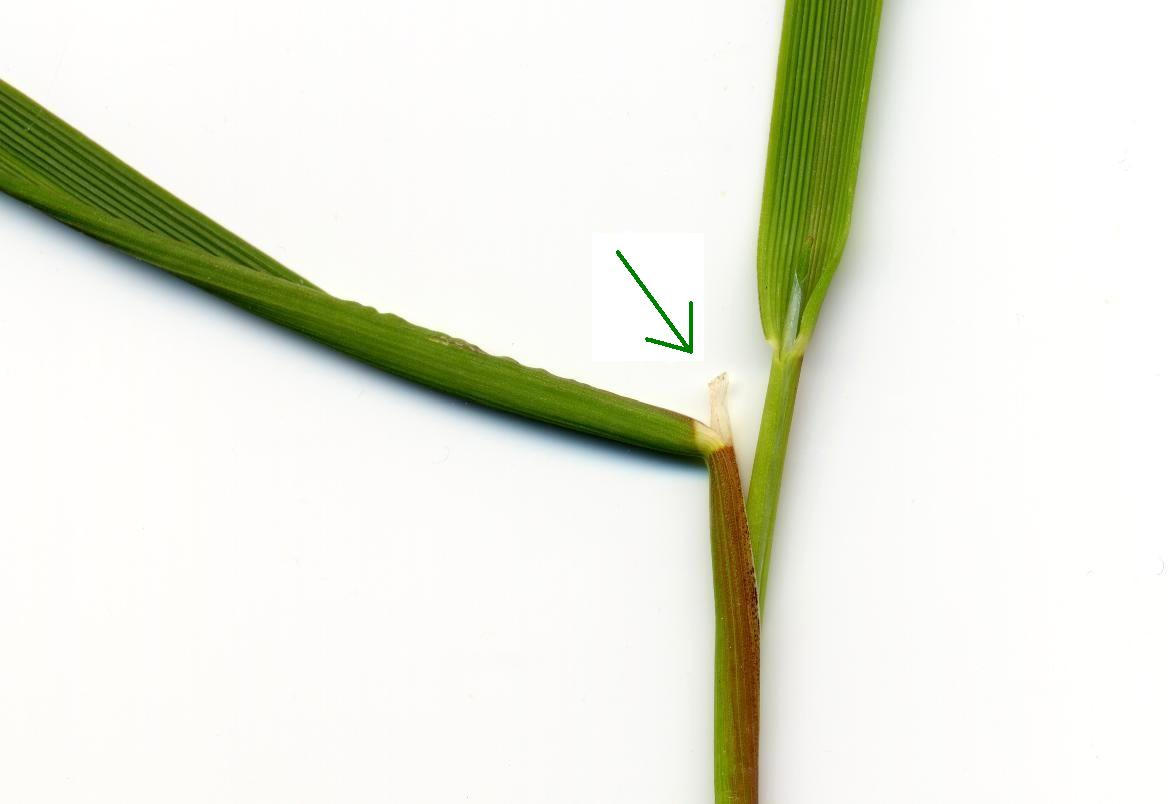
曲膝看麦娘（禾本科）的叶舌

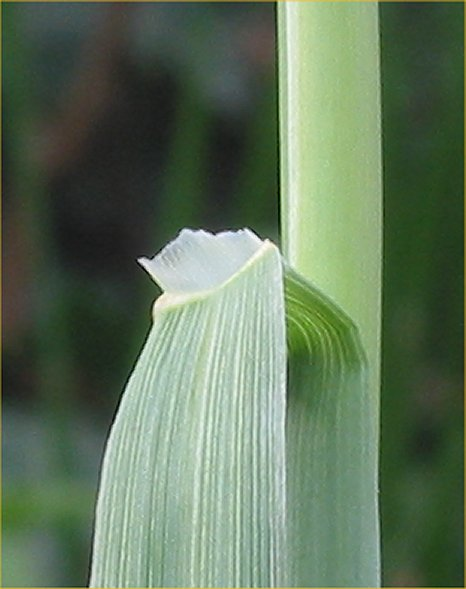
狐尾草（禾本科）的叶舌有略呈破碎状的上缘